# Andriikivți, Hmelnîțkîi
Andriikivți (în ucraineană Андрійківці) este o comună în raionul Hmelnîțkîi, regiunea Hmelnîțkîi, Ucraina, formată numai din satul de reședință.

## Demografie
Componența lingvistică a comunei Andriikivți
     Ucraineană (98,83%)
     Rusă (1,17%)
Conform recensământului din 2001, majoritatea populației comunei Andriikivți era vorbitoare de ucraineană (98,83%), existând în minoritate și vorbitori de rusă (1,17%).